# Gülderen Güler
Gülderen Güler (* 1999 in Istanbul) ist eine türkische Schauspielerin.

## Biografie
Gülderen Güler wurde 1999 in Istanbul geboren. Sie besuchte die Başkent İletişim Akademisi. Ihr Debüt gab sie 2016 in der Fernsehserie Aşk ve Mavi. Von 2019 bis 2020 war sie in der Serie Kalk Gidelim zu sehen. Anschließend spielte Güler 2020 in dem Film Hashtag die Hauptrolle. Zwischen 2020 und 2021 wurde sie für die Serie Emanet gecastet.

## Filmografie
Filme
- 2020: Hashtag

Serien
- 2016–2018: Aşk ve Mavi
- 2019–2020: Kalk Gidelim
- 2020–2021: Emanet